# Bondkaka

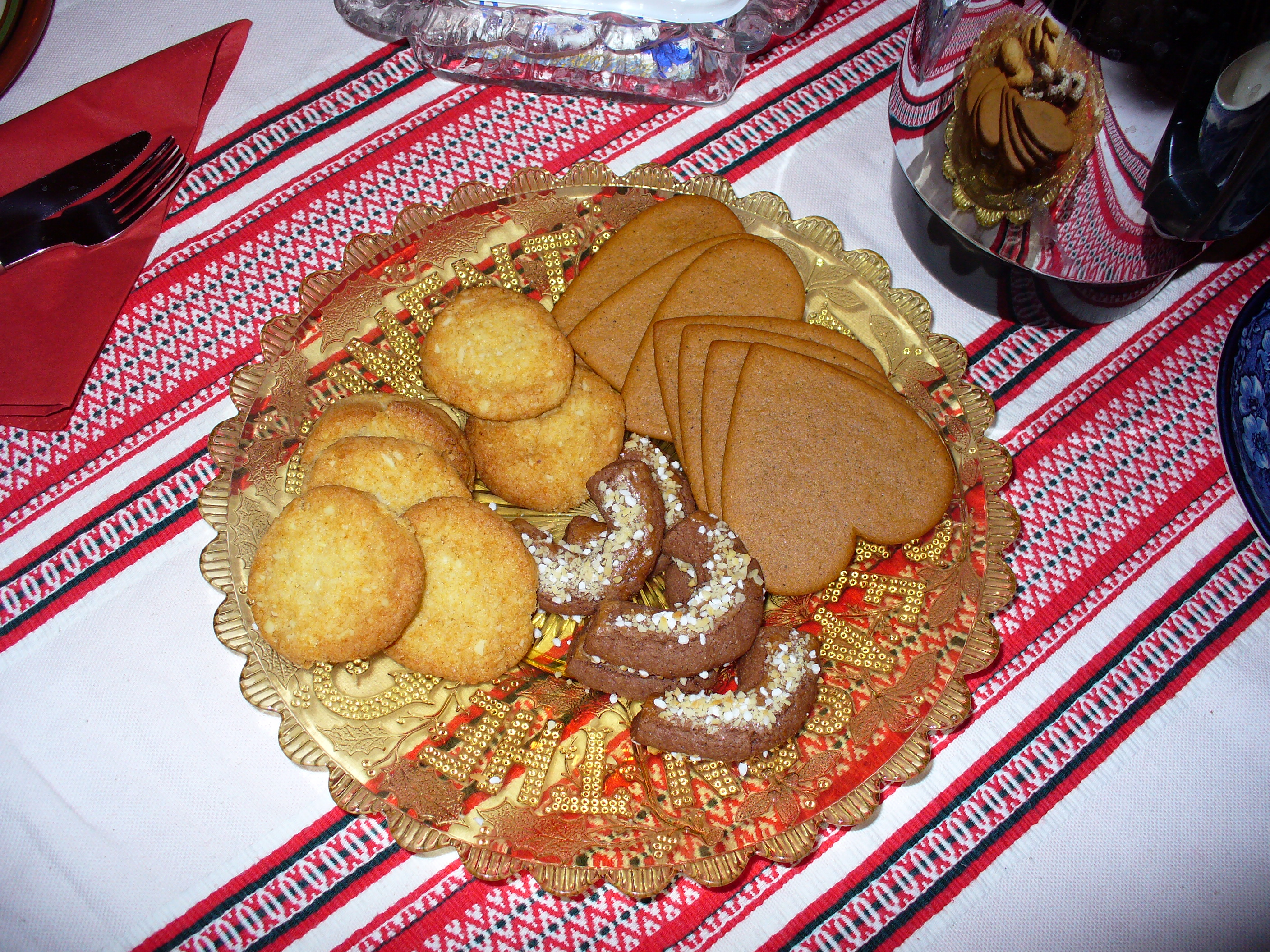
Bondkakor (till vänster) tillsammans med hästskokakor och pepparkakor.

Bondkakor är en typ av småkakor där den väsentliga ingrediensen är grovhackad mandel. Utöver mandel innehåller ett typiskt recept på bondkakor även smör, vetemjöl, socker, sirap samt bikarbonat.
Bondkakor är torra, klassiska småkakor som ofta ingår i sju sorters kakor.